# La Victoria (Málaga)
La Victoria es uno de los barrios históricos que pertenecen al distrito Centro de la ciudad de Málaga, España. Está situado en la falda del Monte Gibralfaro, al nordeste del centro histórico. Limita con los barrios de Conde de Ureña y Cristo de la Epidemia al norte; al este, con Lagunillas y La Merced; al oeste, además de Gibralfaro, con Barcenillas.
El eje principal del barrio lo constituye la calle de la Victoria, que comunica la plaza de la Merced con la plaza de la Victoria, atravesando el barrio en sentido suroeste-nordeste.

## Historia
La Victoria comenzó a tomar forma a partir de la conquista de la ciudad por parte de los Reyes Católicos, cuando se empezaron a ocupar los terrenos situados entre la antigua Plaza del Mercado (actual Plaza de la Merced) y la Basílica y Real Santuario de la Victoria.
Desde mediados del siglo XIX, La Victoria se convirtió en el área de residencia de la pequeña burguesía de modistas, propietarios de talleres de lavado y planchado, pequeños comerciantes y empleados administrativos, y el barrio comenzó a conocerse como el barrio del “chupitira”, debido a las comidas de pobres (almejas) que está clase tenía que hacer para poder permitirse aparentar en el vestido.

## Edificios de interés

### Iglesia de San Lázaro
Fundada por los Reyes Católicos en 1491 (siglo XV); tras la reconquista de Málaga como ciudad cristiana, estaba pensada en un principio como capilla del hospital que ahí se situara, el Hospital de San Lázaro, destinado en sus inicios a la cura de leprosos. Hoy en día tan sólo se conserva la capilla, ya que el resto de las instalaciones sufrieron muchos daños durante las inundaciones de 1628. Fue restaurada bajo la dirección del arquitecto Enrique Atencia en 1948. Es de estilo mudéjar, tiene una sola nave con el presbiterio en alto y se cubre con dos armaduras de madera. El altar mayor es un retablo neobarroco, en madera dorada y nacarada realizado a mediados del siglo XVIII para la capilla del Colegio San Estanislao de Kostka del barrio de El Palo.

### Capilla del Agua
También conocida como capilla de la esquina o el Faro de la Victoria, fue comisionada en 1797 a Marcos López y José Miranda por unos vecinos de calle de la Victoria. Se inauguró en 1800, quedando al culto el Cristo de la Expiración. Esta Cofradía permaneció en la Capilla al menos hasta 1878, siendo adecentada en 1896 por el Ayuntamiento ante su deterioro.

## Colegios
- Nuestra Señora de la Victoria (Hermanos Maristas):  El curso 1948/49, el Colegio abre sus puertas en el actual emplazamiento de Calle Victoria n.º 108. La finca del Colegio era conocida por unos como la “Academia General” y como el “Palacio de la Marquesita” por otros. Por fin se contaba con mucha más amplitud. En este curso escolar había 24 Hermanos en el Colegio. El 7 de diciembre de 1949, (ese año se celebran los primeros 25 años de estancia de los Maristas en Málaga), el Obispo Don Ángel Herrera Oria bendijo la Imagen de Santa María de la Victoria que desde entonces se venera en el Colegio   El 6 de junio de 1951, festividad de Marcelino Champagnat, tiene lugar en los patios del Colegio el solemne acto de Coronación de la Virgen de la Victoria, realizado también por el Obispo Don Ángel Herrera Oria. Coincidiendo con este acto se bendijo el primer piso del actual edificio de Educación Primaria, también con arcos de medio punto en su fachada, al igual que la planta baja.  En el curso 1959/60 se superó, por primera vez, el millar de alumnos. En el curso 1962/63, el Colegio necesita otra ampliación. Se añade una nueva planta al edificio, segundo piso, constituyendo a partir de entonces la estampa emblemática del Colegio.  En el curso 1970/71, se empieza la construcción de un edificio de seis plantas: las tres primeras serán ocupadas por los alumnos de Bachillerato, dedicándose las otras tres plantas a la Comunidad de Hermanos. En junio de 1975, se celebra el cincuentenario de la llegada de los Maristas en Málaga. Entre los actos conmemorativos destaca el homenaje de la ciudad de Málaga al Instituto Marista, acto que presidieron dos antiguos alumnos: el actual Alcalde de la Ciudad, Don Francisco de la Torre Prados, entonces Presidente de la Diputación, y el alcalde de la ciudad Don Cayetano Utrera Ravassa. El 2 de octubre de 1976, se inaugura un nuevo edificio de aulas que dan a Calle Victoria (actual pabellón de Secundaria), desapareciendo con el mismo el “Palacio de las Marquesitas”. Posteriormente, desaparecerá el campo de fútbol, y en su lugar se construyó un pabellón polideportivo, inaugurado el 8 de enero de 1983.  Durante el curso escolar 1985/86, se celebró en toda España el Centenario de la llegada de la Congregación Marista a nuestro país. De tal efeméride queda como recuerdo en el Colegio un rótulo alusivo en la fachada principal del Pabellón Polideportivo que aún hoy permanece y que fue diseñado por el Hermano José Antonio Ciganda.  Las últimas transformaciones que se realizan en el Colegio se realizan en 1989: la construcción de un nuevo edificio de aulas, con fachada, al igual que el anterior, a Calle Victoria, y la remodelación del edificio de 1971, creándose nuevas dependencias y galerías exteriores. En 1989, el Colegio fue distinguido con el “Trofeo Joaquín Blume al mejor Colegio de España en la Promoción del Deporte”. En el curso 1992/93, se superan los 1.500 alumnos matriculados en el Colegio.  El 18 de abril de 1999, Marcelino Champagnat es proclamado Santo y elevado a los altares por Su Santidad Juan Pablo II.  El curso 1999/2000, celebramos en el Colegio nuestro 75 aniversario.  En septiembre de 2008, abre sus puertas una nueva etapa educativa en nuestro Centro. El 2º Ciclo de Educación Infantil es un sueño que se convierte en realidad. El colegio, cuenta también desde el año 1970 con un grupo Scout, el Grupo Scout Maristas Abel Relloso, n.º 124, haciendo referencia a su fundador el Hermano Marista Abel Relloso. Este grupo scout tiene actualmente cinco secciones y un maravilloso grupo de monitores que trabajan muy duro para que el escultismo llegue a todas y a todos.
- Colegio Virgen de Gracia: Se trata de un centro escolar público también situado en el barrio de la Victoria.  Es una comunidad de aprendizaje, esto quiere decir que facilita la buena relación de las familias del alumnado con el centro para así hacerlas partícipes en el aprendizaje de sus hijos e hijas con todas las ventajas que esto conlleva. Su mayor característica, por lo tanto, es incluir dentro de la enseñanza y el aprendizaje el entorno en el que se encuentran el profesorado y las familias. Además, se hace mucho hincapié en fomentar la conexión con la naturaleza y la responsabilidad con el medio ambiente mediante lo que ellos conocen como "ecoescuela".
- Colegio El Monte.

## Transporte

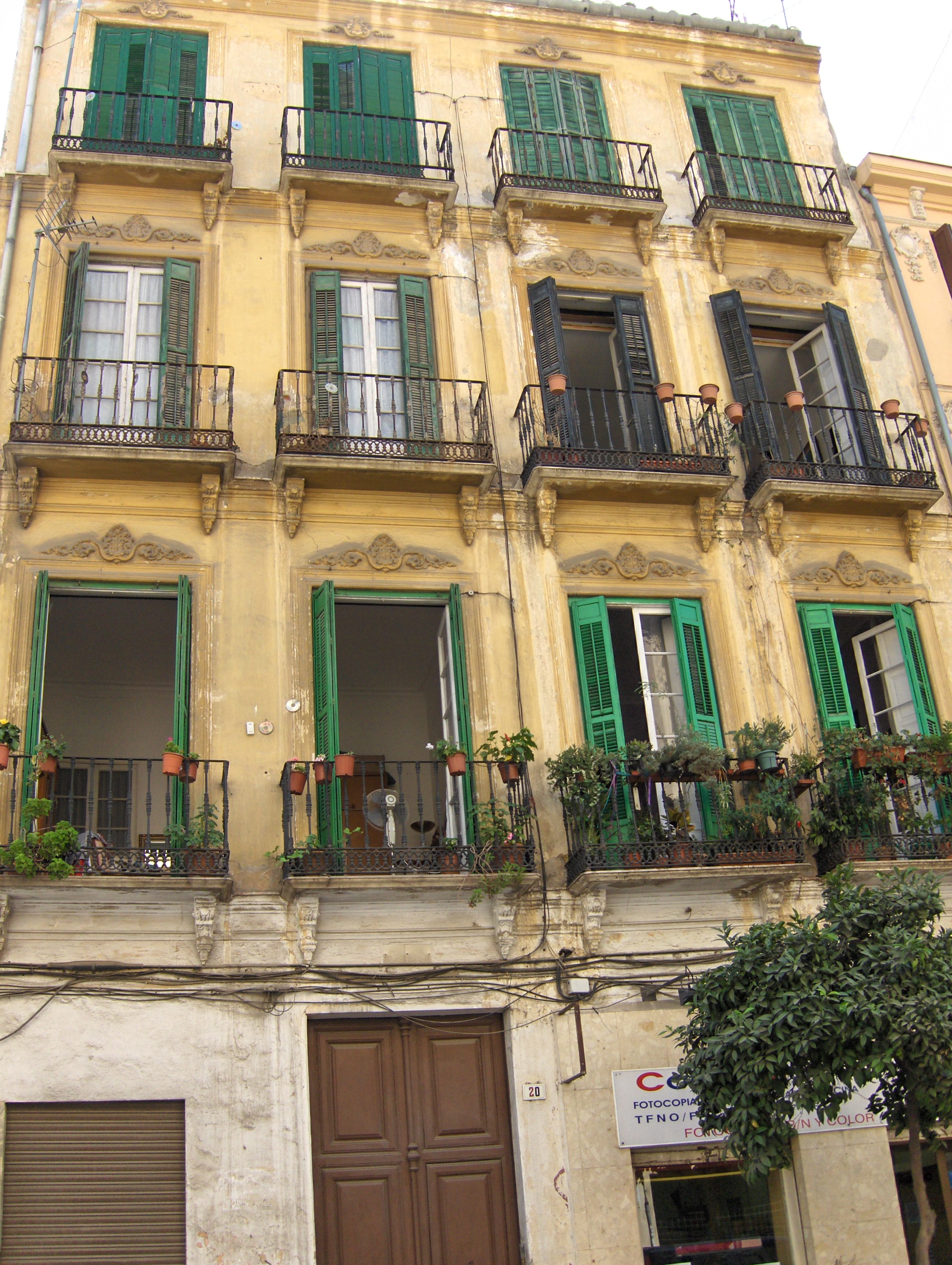
Fachada de calle de la Victoria.

En autobús queda conectado mediante las siguientes líneas de la EMT:
| Línea | Trayecto                                             | Recorrido | Frecuencia    |
| ----- | ---------------------------------------------------- | --------- | ------------- |
| C1    | Circular 1                                           | Recorrido | 12 minutos    |
| C2    | Circular 2                                           | Recorrido | 11-12 minutos |
| 1     | Parque del Sur - Avda. Europa (San Andrés)           | Recorrido | 8-9 minutos   |
| 36    | Alameda de Colón - Conde de Ureña (Centro Histórico) | Recorrido | 60 minutos    |
| 37    | Alameda Principal - Altamira/Monte Dorado            | Recorrido | 25-30 minutos |
| N2    | Plaza de la Marina - Circular                        | Recorrido | 50-55 minutos |

## Fiestas
Debido a su ubicación geográfica y a la presencia de la patrona de la ciudad, el Barrio de La Victoria es lugar de festejos y celebraciones, no ya propias, si no también de las que ocurren en la ciudad de Málaga.
En la primera mañana de la Feria de Málaga, parte desde el Ayuntamiento de la ciudad la Romería de La Victoria, con destino al Santuario que cobija a la Patrona y que reúne a miles de caballistas con carruajes y trajes regionales.
A finales de agosto, la imagen de Santa María de la Victoria, patrona de Málaga, es trasladada desde su santuario hasta la catedral malacitana, donde se celebra una novena en su honor. El día 8 de septiembre, día de Santa María de la Victoria es festivo local y es el día en el que la imagen de la Virgen regresa en procesión a su barrio, acompañada de las autoridades religiosas, políticas y militares de la provincia.
La Semana Santa de Málaga tiene en el barrio de la Victoria un enclave muy especial, ya que de los siete días en los que hay desfiles procesionales en la ciudad, cinco tienen eco en el barrio de La Victoria. Por orden de antigüedad son El Rocío, El Amor, El Rescate, El Calvario y La Humildad. En menor medida también se consideran victorianas las cofradías de El Rico, Los Gitanos y La Sentencia, ya que sus sedes canónicas quedan a extramuros de este viejo arrabal malagueño.
En el mes de mayo las hermandades rocieras de Málaga surcan las calles del barrio para despedirse de la Patrona de Málaga.
En Pentecostés, la Virgen del Rocío, que recibe culto en la Iglesia de San Lázaro, sale en procesión de gloria por las calles del barrio.